# Dorine Chukowry
Marie Christiane Dorine Chukowry ist eine Politikerin der Mouvement Socialiste Militant (MSM) aus Mauritius, die von 2013 bis 2014 erste weibliche Oberbürgermeisterin von Port Louis war.

## Leben
Marie Christiane Dorine Chukowry begann nach dem Schulbesuch ein Studium im Fach Buchhaltungslehre, das sie mit einem Bachelor of Education (B.Ed.) beendete. Ein darauf folgendes postgraduales Studium im Fach Beratung schloss sie mit einem Master of Arts (M.A. Counselling) mit Auszeichnung ab. Ein weiteres postgraduales Studium im Fach Bildungsverwaltung und Technologie beendete sie mit einem Master of Science (M.Sc. Educational Administration and Technology) ebenfalls mit Auszeichnung. Darüber hinaus erwarb sie einen Doctor of Philosophy (Ph.D.) und war als Rektorin des Saint Bartholomew’s College sowie darüber hinaus in Teilzeit auch Lektorin an der Open University of Mauritius (OU).
Ihre politische Laufbahn begann Dorine Chukowry in der Kommunalpolitik als sie für die Mouvement Socialiste Militant (MSM) im Dezember 2012 zum Mitglied des Stadtrates von Port Louis gewählt wurde. Unmittelbar nach der Wahl wurde sie am 18. Dezember 2012 auch stellvertretende Oberbürgermeisterin. Im Dezember 2013 löste sie Aslam Hosenally als Oberbürgermeisterin von Port Louis ab und wurde damit erste weibliche Oberbürgermeisterin der Hauptstadt von Mauritius. Sie bekleidete dieses Amt bis zum 22. September 2014 und wurde am 1. Oktober 2014 von Yusuf Mohangee abgelöst.
Dorine Chukowry wurde bei den Wahlen am 8. November 2019 als Kandidatin der MSM erstmals zum Mitglied der Nationalversammlung gewählt und vertritt dort den Wahlkreis No. 1 Grand River North West and Port Louis West. Im Zuge der darauf folgenden Kabinettsumbildung übernahm sie am 12. November 2019 in der Regierung von Premierminister Pravind Jugnauth das Amt als Parlamentarische Privatsekretärin des Premierministers. Sie ist ferner Mitglied des Parlamentarischen Ausschusses für die Unabhängige Kommission gegen Korruption ICAC (Independent Commission Against Corruption). 